# Desafinado (película)
Desafinado  (también conocido como Off Key) es una coproducción española, británica e italiana escrita y dirigida por Manuel Gómez Pereira. Los personajes principales están vagamente inspirados en Los Tres Tenores, Plácido Domingo, Luciano Pavarotti y José Carreras.

## Reparto
- Joe Mantegna	-	Ricardo Palacios
- Danny Aiello	-	Fabrizio Bernini
- George Hamilton	- 	Armand Dupres
- Anna Galiena	- Rita
- Ariadna Gil	-	Carmen Palacios
- Claudia Gerini	- 	Violeta
- Ashley Hamilton	-	Maurice Dupres
- Geoffrey Bateman	-	Ivo
- Tiffany Hofstetter	- 	Norma
- Vaughan Sivell	- 	Flavio
- Manuel de Blas	- Jean François
- René Assa	- Sigmund Santini
- Jacques Herlin	- Cardenal